# Xe tăng hạng trung

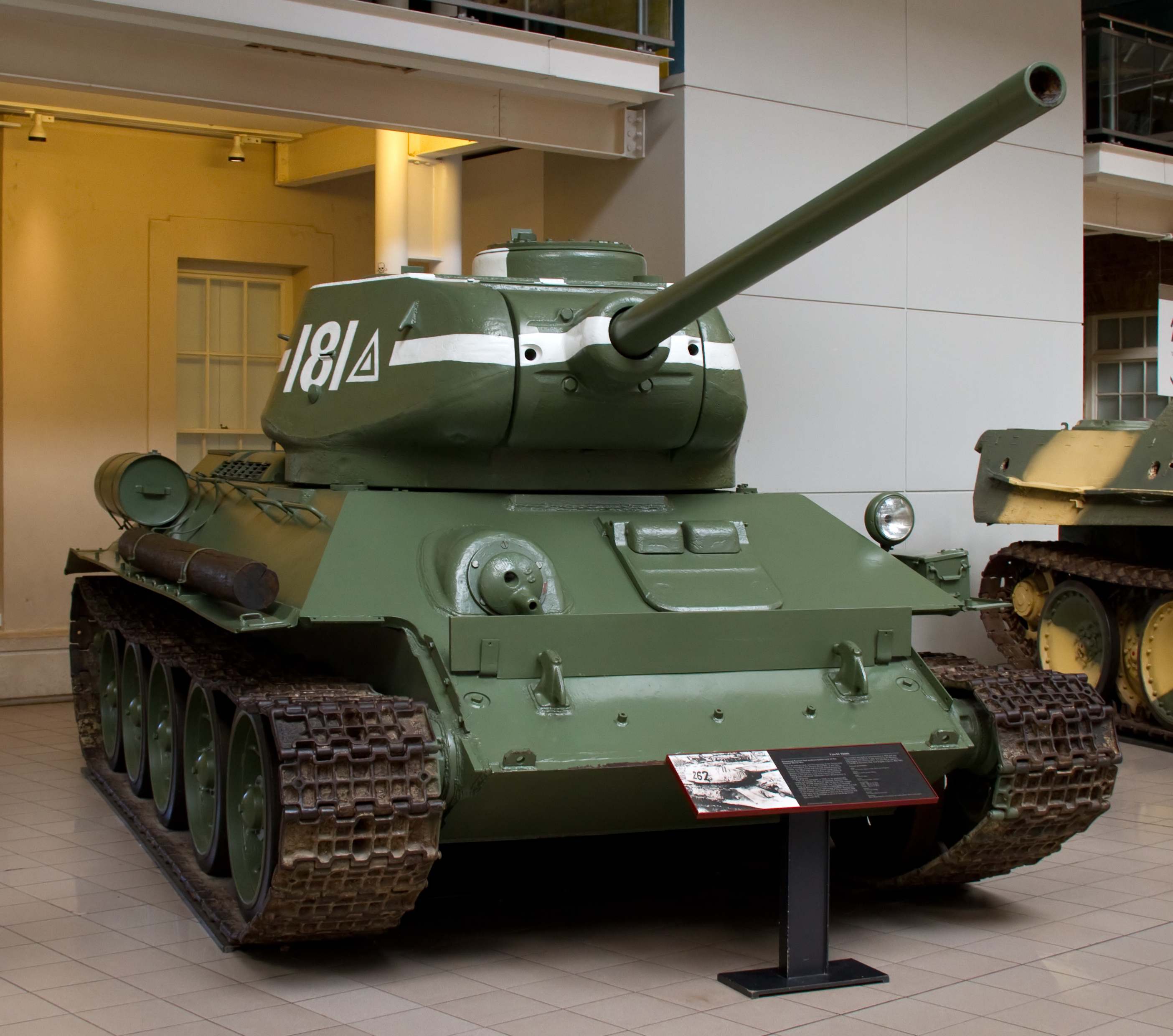
Xe tăng hạng trung T-34-85 của Liên Xô

Tăng hạng trung là một phân loại xe tăng, đặc biệt phổ biến trong Chiến tranh thế giới thứ hai thể hiện sự dung hòa giữa xe tăng hạng nhẹ định hướng cơ động và xe tăng hạng nặng định hướng trang bị vũ khí.
Các loại xe tăng được sản xuất rộng rãi, hiệu quả về chi phí và thành công nhất trong Thế chiến II (xe tăng T-34 của Liên Xô, xe tăng Sherman của Mỹ, xe tăng Kiểu 97 của Nhật Bản và Panzer IV của Đức ) đều là thiết kế xe tăng hạng trung, và sự thành công của ý tưởng này sau này sẽ dẫn đến sự phát triển của các thế hệ xe tăng hạng trung sau này như Chieftain. Nhiều dòng xe tăng hạng trung được gọi là xe tăng chiến đấu chủ lực ở hầu hết các quốc gia.

## Lịch sử
Những chiếc xe tăng đầu tiên mang tên Medium xuất hiện trong Chiến tranh thế giới thứ nhất với tên gọi "Whippet" Medium Mark A của Anh. Nó nhỏ hơn và nhẹ hơn xe tăng hạng nặng của Anh và chỉ mang súng máy.
Học thuyết xe tăng hạng trung được áp dụng trong thời kỳ chiến tranh giữa các . Sự tồn tại của nó tồn tại lâu hơn xe tăng siêu nặng và xe tăng hạng nặng và dần dần được chuyển đổi thành xe tăng chiến đấu chủ lực .
Xe tăng hạng trung Sherman từ Thế giới Chiến tranh thứ hai, thành phần của lực lượng thiết giáp Hoa Kỳ
Xe tăng hạng trung của thời kỳ giữa các cuộc chiến bao gồm Vickers Medium Mark II của Anh và của Liên Xô là T-28 . Trong giai đoạn dẫn đến Thế chiến thứ hai, người Anh đã ngừng sử dụng thuật ngữ Trung bình cho xe tăng của họ như một triết lý mới của Xe tăng tuần dương và Xe tăng bộ binh vốn định nghĩa xe tăng theo vai trò hơn là kích thước được đưa vào sử dụng.
Có những loại xe tăng hạng trung tập trung vào khả năng chống bộ binh (chẳng hạn như trong Thế chiến thứ hai: nòng ngắn Panzer IV và M4 Sherman ), và xe tăng hạng trung tập trung hơn vào vai trò chống tăng, lắp pháo xe tăng tốc độ cao . Xe tăng kỵ binh Pháp (Chars de Cavalerie) chú trọng đến tốc độ bên cạnh sức mạnh và khả năng bảo vệ của các thiết kế khác. Chúng tương tự như những gì các nước khác gọi là xe tăng hạng trung.
Khi các nhà thiết kế xe tăng Liên Xô chuẩn bị kế thừa dòng xe tăng BT , họ đã kết hợp khả năng cơ động tuyệt vời của nó với lớp giáp dày, dốc và hỏa lực mạnh chưa từng có của pháo 76 mm tốc độ cao. Kết quả là xe tăng hạng trung T-34 , với khả năng tuyệt vời đã làm kinh ngạc Wehrmacht của Đức khi nó xâm lược Liên Xô. Các bài học của Blitzkrieg , lần đầu tiên được sử dụng bởi người Đức và cuối cùng được các quốc gia khác áp dụng, cho thấy sự thể hiện tốt nhất của chúng trong các đội hình xe tăng hạng trung hỗ trợ lẫn nhau và bộ binh cơ giới . Quan điểm truyền thống về vai trò của bộ binh và xe tăng kỵ binh đã trở nên lỗi thời.
Panzer IV Xe tăng hạng trung của Đức
Cả Liên Xô và Hoa Kỳ đều được lợi nhờ khả năng chế tạo xe tăng hạng trung cân bằng tốt với số lượng rất lớn - khoảng 57.000 chiếc T-34s và 49.000 xe tăng M4 Sherman được chế tạo trong thời kỳ chiến tranh.

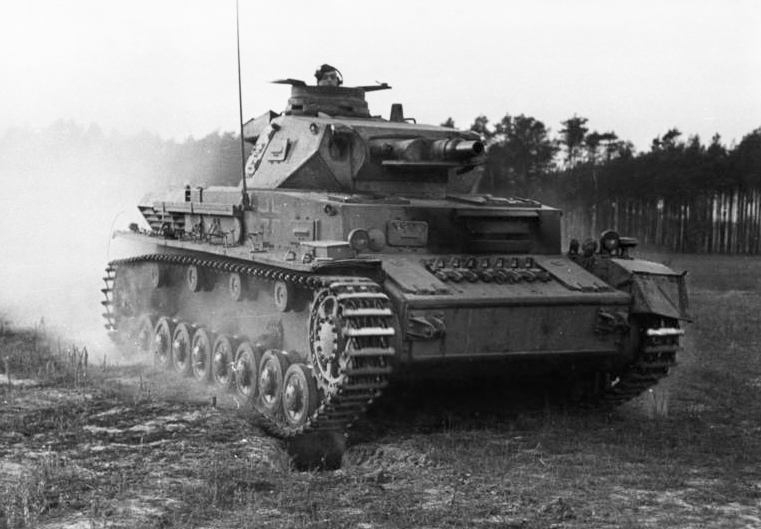
Xe tăng hạng trung Panzer IV của Đức đã chứng tỏ là một thiết kế thích ứng được nâng cấp liên tục trong Chiến tranh thế giới thứ hai với giáp tăng cường và trang bị pháo tốt hơn

Trong và sau Thế chiến II, vai trò của xe tăng hạng nhẹ dần dần được tiếp quản bởi những chiếc xe bọc thép rẻ tiền hơn và các phương tiện trinh sát chuyên dụng. Xe tăng hạng nặng, đã cho thấy những hạn chế của chúng trong chiến đấu, đã trải qua một cuộc chạy đua vũ trang hạn chế sau chiến tranh với các thiết kế được trang bị và bọc thép ngày càng nặng nề hơn. Với sự gia tăng của các loại vũ khí tên lửa chống tăng tinh vi hơn, mà các loại xe tăng hạng nặng đã chứng tỏ tính dễ bị tổn thương cao, những vũ khí này cuối cùng cũng bị loại bỏ dần.
Với những tiến bộ trong công nghệ, các khía cạnh như tính cơ động, áo giáp và vũ khí đã thúc đẩy tăng hạng trung trở thành cốt lõi cho khả năng chiến đấu bọc thép của một quốc gia, cuối cùng được hợp nhất thành Xe tăng chiến đấu chủ lực . Đơn giản hơn và tiết kiệm hơn pháo tự hành , và sau này là tên lửa dẫn đường chống tăng , đã hoàn thành một số vai trò hỗ trợ hỏa lực và chống tăng, do đó thay đổi cách tiếp cận chiến thuật như xe tăng. đã sử dụng.
Trong những năm 1990, xe tăng hạng trung tiếp tục được sử dụng, chẳng hạn như xe tăng hạng trung của Canada ở Kosovo năm 1999, loại xe này phù hợp hơn nhiều với đường xá và nền đất yếu hơn so với xe bọc thép của Pháp ở đó, nhưng vẫn có thể di chuyển dọc theo những con phố hẹp và qua các loại cầu nhẹ hơn so với xe tăng Abrams của Mỹ nặng hơn nhiều.
Vai trò của xe tăng hạng trung bắt đầu với việc ưu tiên tốc độ. Xe tăng hạng trung có thể di chuyển nhanh hơn, nhưng cần trợ giúp để vượt qua các chiến hào, nơi các xe tăng hạng nặng đủ lớn để vượt qua mà không cần sự trợ giúp. Trong sử dụng của Anh, loại xe này đã phát triển thành lớp Xe tăng Tuần dương , trong khi các học thuyết xe tăng khác hình thành xung quanh xe tăng hạng trung làm mũi tiến công chính.
Trong lần sử dụng sau này, xe tăng hạng trung thể hiện ý định của nhà thiết kế là tạo ra sự cân bằng thành công về hỏa lực, tính cơ động và khả năng bảo vệ. Tăng hạng trung nhằm mục đích phù hợp với nhiều loại vai trò nhất, ít phụ thuộc vào các loại xe tăng khác trong các hoạt động bình thường